# Paige Owens
Paige Owens (Pittsburgh, Pensilvania; 1 de agosto de 1997) es una actriz pornográfica, modelo erótica y camgirl estadounidense.

## Biografía
Owens, nombre artístico de Shea Ehrenberger, nació en el estado de Pensilvania a comienzos de agosto en 1997. Comenzó a trabajar en la industria del entretenimiento para adultos como modelo de cámara web subiendo vídeos a plataformas como MyFreeCams. Debutó como actriz en 2017, con 20 años, siendo representada por Splieger Girls.
Como actriz, ha trabajado con estudios como Hard X, Evil Angel, Reality Kings, Wicked, Tushy, Blacked, Deeper, Zero Tolerance, Girlsway, Hustler Video, Kink.com, Girlfriends Films, 3rd Degree, New Sensations o Naughty America, entre otros.
En octubre de 2019, el estudio y sitio web Cherry Pimps nombró a Paige "Cherry of the Month". Al mes siguiente se convirtió en el premio del mes según del también sitio web canadiense Twistys. Ese mismo año grabó para Brazzers, en la producción Two Can Play At Paige's Game, su primera escena de doble penetración.
En 2020 recibió sus primeras nominaciones en el circuito profesional de la industria, destacando por conseguir el reconocimiento en los Premios AVN a la Mejor actriz revelación. También estuvo nominada en las categorías de Mejor escena de sexo en grupo, por Blacked Raw 21, y a la Mejor escena de sexo lésbico en grupo, junto a Jill Kassidy y Adria Rae, por Naughty in Bed.
Ha rodado más de 690 películas como actriz.
Algunos trabajos suyos son Anal Savages 4, Boss, Cum to the Dark Side, Facialized 6, Girl Scout Nookies 10, Hardcore Threesomes 2, Lesbian Anal Workout 2, Nerd Girls 3, Reckless In Miami, Super Cute 10, Tushy Raw V9 o Young and Beautiful 6.

## Premios y nominaciones
| Año  | Ceremonia       | Resultado | Premio                                   | Trabajo                               |
| ---- | --------------- | --------- | ---------------------------------------- | ------------------------------------- |
| 2019 | Premios XCritic | Nominada  | Mejor nueva estrella                     | —                                     |
| 2020 | Premios AVN     | Nominada  | Mejor actriz revelación                  | —                                     |
| 2020 | Premios AVN     | Nominada  | Mejor escena de sexo en grupo            | Blacked Raw 21                        |
| 2020 | Premios AVN     | Nominada  | Mejor escena de sexo lésbico en grupo    | Naughty in Bed                        |
| 2020 | Premios AVN     | Nominada  | Premio fan: Debutante más caliente       | —                                     |
| 2020 | Premios AVN     | Nominada  | Mejor escena de doble penetración        | Trading Up Times Two                  |
| 2021 | Premios AVN     | Nominada  | Mejor escena de sexo en grupo            | Fuck Club 3                           |
| 2021 | Premios AVN     | Nominada  | Mejor escena de sexo oral                | Throat Fucks 6                        |
| 2021 | Premios AVN     | Nominada  | Mejor escena POV de sexo                 | Angel Invades America: Wreck my Holes |
| 2021 | Premios AVN     | Nominada  | Mejor escena de trío M-H-M               | My Sexy Roomate                       |
| 2022 | Premios AVN     | Nominada  | Mejor escena escandalosa de sexo         | Frisky Anal Nymphos                   |
| 2022 | Premios AVN     | Nominada  | Mejor escena de sexo en grupo            | Sugar and Spice                       |
| 2022 | Premios AVN     | Nominada  | Mejor escena de sexo oral                | Top Tier Sucking                      |
| 2022 | Premios XBIZ    | Nominada  | Mejor escena de sexo en realidad virtual | Bunny Battle Royale                   |
| 2023 | Premios AVN     | Nominada  | Mejor escena de trío M-H-M               | Cum Swapping Cuties 2                 |